# Yakin Ertürk
Yakın Ertürk est rapporteure spéciale des Nations unies sur les violences faites au femmes. De nationalité turque, elle est également membre du conseil de l'UNRISD (Institut de recherche des Nations unies pour le développement social). Après avoir obtenu un diplôme de sociologie à l'université Cornell, Yakın Ertürk enseigne depuis 1986 au département de sociologie du développement de l'Université technique du Moyen-Orient, à Ankara. Elle préside également la commission d'égalité des chances de cette même université.

## Autres responsabilités internationales
Depuis de nombreuses années, la professeure Yakın Ertürk s'est engagée dans la défense des femmes sur la scène internationale et onusienne. Elle a occupé des postes à responsabilité dans ce domaine :
- de 1997 à 1999, elle a dirigé l'Institut international de recherche et de formation pour la promotion de la femme (INSTRAW)
- de 1999 à 2001, elle a dirigé la Division des Nations unies pour l'avancement des femmes, rattachée au Département des Affaires sociales et économiques.